# クレイジーズ
『クレイジーズ』（原題：The Crazies）は、2010年のアメリカのホラー映画。ジョージ・A・ロメロ監督の1973年の映画「ザ・クレイジーズ/細菌兵器の恐怖」のリメイク作品である。第23回東京国際映画祭特別招待作品。

## ストーリー
アイオワ州の、のどかな農村オグデンマーシュ。地元の保安官デヴィッド・ダットンが野球のデーゲームを観戦中、住民のロリー・ハミルがショットガンを持ってグラウンドに侵入。退去するように説得中、銃口を向けられたデヴィッドはやむを得ずハミルを射殺した。同じころ、デヴィッドの妻で医者であるジュディは、家族からの依頼を受けて農夫のビルを診察するが、うつろな表情で「大丈夫だ」と繰り返す彼の体に異常を発見できなかった。しかしその晩、ビルは妻子をクローゼットに閉じ込め、家ごと焼き殺してしまう。
翌日、郊外の沼からパイロットの遺体が見つかったとの通報を受けたデヴィッドは、沼の底に軍の輸送機が沈んでいるのを発見する。ハミルやビルの家の水源が沼に近かったことから、デヴィッドは彼らの異常行動の原因が水ではないかと推理する。墜落した輸送機
の積荷には、軍で開発されたラブドウイルス科のウイルス、トリクシーが積まれていたのだった。

## キャスト
| 役名                   | 俳優                       | 日本語吹き替え | 備考                             |
| ---------------------- | -------------------------- | -------------- | -------------------------------- |
| デヴィッド・ダットン   | ティモシー・オリファント   | 楠大典         | オグデンマーシュの保安官。       |
| ジュディ・ダットン     | ラダ・ミッチェル           | 北西純子       | デヴィッドの妻で医師。           |
| ラッセル・クランク     | ジョー・アンダーソン       | 宮内敦士       | 保安官助手。                     |
| ベッカ・ダーリング     | ダニエル・パナベイカー     | たなか久美     | ジュディの医院に勤める看護助手。 |
| ディアドラ・ファーナム | クリスティン・リン・スミス | 安永亜季       | ジュディの友人。                 |
| ビル・ファーナム       | ブルット・リカビー         |                | ディアドラの夫。                 |
| 諜報員                 | グレン・モーシャワー       |                | 謎の男。                         |
| トラヴィス・クイン     | グレゴリー・スポールダー   |                | 墜落した輸送機の発見者。         |

## 制作
撮影はジョージア州の中心部とアイオワ州のレノックで行われた。また、ジョージア州ではペリーにあるジョージア ナショナル フェアグラウンズ
と Priester's Pecans、 モンテズマ地区メイコンのFountain Car Wash、フォートバレーにあるピーチ郡高等学校でのロケ地も行われた 。

### 特殊効果およびメーキャップ
特殊効果はロバート・グリーン・ホールが担当し、トリクシー感染者の症状を表すメーキャップは『REC:レック/ザ・クアランティン』や『フランケンフィッシュ』でのメーキャップを担当したオルモスト・ヒューマンスタジオが担当した。当初、ブレック・アイズナーが構想していた感染者のイメージはゾンビに近かったが、試作品を作り上げていくうちにそれでは面白くないと感じ、血管が浮き上がってくるようなデザインになり、動きも俊敏なものになった。メーキャップチームは、スティーブンス・ジョンソン症候群や狂犬病、破傷風などの症状を参考に感染者のメーキャップの土台を作り上げていった。

## 評価
本作は批評家から好意的に評価されている。映画批評集積サイトのRotten Tomatoesには148件のレビューがあり、批評家支持率は71%、平均点は10点満点で6.4点となっている。サイト側による批評家の見解の要約は「『クレイジーズ』は全編に渡って緊迫しており、近年稀に観るホラー映画の優れたリメイク作品」となっている。また、Metacriticには30件のレビューがあり、加重平均値は55/100となっている。
シカゴ・トリビューンの映画評論家マイケル・フィリップスは本作に対して4つ星中3つ星を与えて「無駄のないシンプルな作りで、巧妙な持続性と効率的な執拗なリメイク作品」と述べた。

## original sound track
- クレイジーズ
  - 2010年10月27日にジェネオン・ユニバーサルより発売された。

## その他
ザ・クレイジーズ/細菌兵器の恐怖でキャシー・ボルマンを演じたリン・ローリーが今作でも"自転車に乗る女性"役でカメオ出演している。